# Kaori Takahashi
Kaori Takahashi (jap. 高橋馨 Takahashi Kaori; ur. 30 marca 1974) – japońska pływaczka synchroniczna, medalistka olimpijska i mistrzostw świata.
W 1994 otrzymała brązowy medal mistrzostw świata w konkurencji drużyn. Dwa lata później wzięła udział w letnich igrzyskach olimpijskich w Atlancie, w ich trakcie pływaczka uczestniczyła w rywalizacji zespołów, razem z reprezentantkami swego kraju uzyskała rezultat 97,753 pkt dający brązowy medal.